# Конрад I фон Кирхберг
Конрад I фон Кирхберг (на немски: Konrad I von Kirchberg; † пр. 1268) е граф на Кирхберг при Улм в Баден-Вюртемберг.

## Произход
Произлиза от швабската благородническа фамилия фон Кирхберг близо до Улм. Той е вторият син на Еберхард II фон Кирхберг († 1183/сл. 1240) и съпругата му (вер. Берта) фон Албек, дъщеря на Витегов фон Албек († сл. 1190) и съпругата му Берхун фон Кирхберг († 1220), която е омъжена втори път за граф Волфрад I фон Феринген († сл. 1216). Брат е на Ото IV фон Кирхберг и Бранденбург († сл. 1220), Бруно фон Кирхберг († 1288), епископ на Бриксен (1250 – 1288) и (вер.) Еберхард III фон Кирхберг († 1282/1283), и (вер.) на Конрад II фон Кирхберг († 1276/1282/1286).

## Фамилия
Конрад I фон Кирхберг се жени за Берхта фон Еберщал, дъщеря на Бруно фон Еберщал. По някои информации той няма деца. По друга информация той е баща на:
- (вер. е брат на) Еберхард III фон Кирхберг († пр. 1283), граф на Кирхберг, женен за Ута фон Нойфен, дъщеря на Алберт I фон Нойфен, господар на Нойберг († 1239) и Лютгард фон Еберщал
- (вер. е брат на) Конрад II фон Кирхберг († 2 февруари 1282), граф на Кирхберг, женен за Елизабет фон Айхен († сл. 1278)